# توماس س. هابارد
توماس س. هابارد (بالإنجليزية: Thomas C. Hubbard)‏ هو دبلوماسي أمريكي، ولد في 1943.

## وصلات خارجية
- توماس س. هابارد على موقع إن إن دي بي (الإنجليزية)